# Prosthechea neurosa
Prosthechea neurosa är en orkidéart som först beskrevs av Oakes Ames, och fick sitt nu gällande namn av Wesley Ervin Higgins. Prosthechea neurosa ingår i släktet Prosthechea och familjen orkidéer. Inga underarter finns listade i Catalogue of Life.